# Sumako Matsui
Sumako Matsui (jap. 松井 須磨子 Matsui Sumako; ur. 8 marca 1886 w Nagano, zm. 5 stycznia 1919 w Tokio) – japońska aktorka i piosenkarka.

## Kariera
Przybyła do Tokio w 1902 roku i od 1909 roku brała udział w warsztatach dramatycznych przy Bungei Kyōkai, kierowanych przez Shōyō Tsubouchi, Hōgetsu Shimamura i innych. W pierwszych przedstawieniach grupy z 1911 roku Sumako zagrała role: Ofelii w Hamlecie i Nory w Domu lalki. Zebrała dobre recenzje, ale została usunięta z Bungei Kyōkai w 1913 roku z powodu romansu z Hōgetsu Shimamurą, z którym założyła teatr Geijutsu-za. Przedstawili własne interpretacje Zmartwychwstania i Salome. Piosenka śpiewana przez Sumako w sztuce Tołstoja zyskała wielką popularność w Japonii. Po nagłej śmierci Shimamury, 5 stycznia 1919 Sumako popełniła samobójstwo.